# دينو زوف

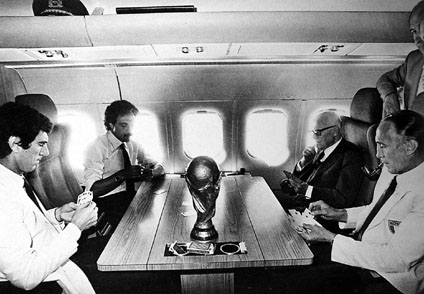
دينو زوف على اليسار

دينو زوف (بالإيطالية: Dino Zoff) حارس مرمى منتخب إيطاليا لكرة القدم سابقا (من مواليد 28 فبراير، 1942) أحد أبرز حراس المرمى في تاريخ كرة القدم، سجل العديد من الأرقام القياسية التي لم تكن مسجلة لأي حارس مرمى قبله يأتي في أبرزها محافظته على مرمى المنتخب الإيطالي نظيفاً لمدة 1142دقيقة، في فترة مابين سبتمبر 1972 إلى يونيو 1974م. شارك في الدوري المحلي الإيطالي مع فرق عديدة أبرزها نابولي واليوفنتوس الشهيران، ومثل المنتخب 112 مباراة دولية. وفاز عام 1982 بكأس العالم وكان أكبر لاعب في التاريخ يفوز بالبطولة كقائد للمنتخب وهو في قمة عطائه الكروي.
سجل دينو زوف ارقاما قياسية عالمية حيث لعب 570 مباراة في بطولة الدورى الإيطالى لأندية أودينيزى ومانتوفا ونابولى واليوفنتوس الذي سجل معه رقمين قياسيين حيث لعب لعملاق مدينة تورينو 332 مباراة متتالية ولم يخسر مكانه في التشكيلة الأساسية لأحد عشر موسمًا متتاليًا كما لعب 903 دقيقة دون أن يدخل مرماه هدف.
أما على المستوى الدولى فزوف يملك سجلًا متميزًا حيث لعب 112 مباراة دولية منها 59 كقائد للمنتخب الإيطالى حيث شارك في أربع بطولات لكأس العالم ونال شرف حمل كأس العالم عندما قاد منتخب إيطاليا لثالث ألقابها العالمية عام 1982 بإسبانيا.
أبرز مميزات زوف كحارس مرمى هو هدوءه الشديد في الملعب وقيادته للاعبى خط الدفاع وكانت أبرز محطاته في كاس العالم 1982 عندما كان يتفنن بهدوء شديد في إضاعه الوقت عندما كان المنتخب الإيطالى متقدماً على منتخبى البرازيل والأرجنتين في الدور الثانى وهو ما دعا الاتحاد الدولى لكرة القدم (الفيفا) إلى تغيير قانون اللعبة بمنع حارس المرمى من دحرجة الكرة ثم التقاطها مرة أخرى.

## نشأته
ولد دينو زوف في 28 من فبراير 1942 في مقاطعة غوريتسيا شمال شرق إيطاليا لعائلة من الفلاحين، وتقدم إلى اختبارات يوفينتوس وميلان في سن الـ14، ولكنه رفض لصغر حجمه آنذاك، مما دفعه للعمل كميكانيكي، وكان في ذات الوقت متابع للرياضة ومتخذاً من الدراج فاوسطو كوبي والعداء ابدون باميتش قدوة له، وخلال خمس سنوات، ازداد طول قامته، وكان حريصاً على اللعب في أندية الهواة، فالتقطته أعين كشافة نادى أودينيزي، ووقع على الأوراق الرسمية للدخول لأروقة النادي الإيطالي.

## مسيرته الكروية

### يوفنتوس
بعد إنجازاته مع المنتخب الوطني، ونظرا لأدائه خلال الفترة التي قضاها مع نابولي، وقع زوف مع يوفنتوس عام 1972، وكان عمره يومها 30 عاما، وبدأت اسطورته في السطوع، فتألق خلال أحد عشر عاما قضاها مع يوفنتوس حمى خلالها شباك السيدة العجوز، وقاد النادي للفوز ببطولة الدوري الإيطالي ست مرات، وبكأس إيطاليا مرتين وكأس الاتحاد الأوروبي مرة واحدة، وأيضا قاد يوفنتوس إلى المباراة النهائية لدوري ابطال أوروبا مرتين، والدور نصف النهائي من كأس الكؤوس الأوروبية " خلال 1979-1980 الموسم.

## مسيرته الدولية

### كأس العالم 1982
دخلت إيطاليا كأس العالم المقامة في اسبانيا مع جيلها الأهم على الإطلاق في تاريخ الأزوري، بقيادة المدرب بيزورت، وكان دينو زوف هو الحارس الأساسي للمنتخب، الذي كان يضم في التشكيلة الأساسية باولو روسي وماركو تارديللي وأنطونيو كابريني وأنطونيو كونتي وأليساندرو الطوبيللي وغايتانو شيريا وفرانشيسكو غراتسياني وجوسيبي بيرغومي وكلاوديو جينتيلي وغابرييلي أوريالي. وضمت التشكيلة الاحتياطية كل من فرانكو كاوزيو وفولفيو كولوفاتي وبيترو فييرجوود وجانكارلو أنتونيوني وجوزيبي دوسينا وجامبييرو ماريني وإيفانو بوردون ودانييلي مسارو وفرانكو سلفادجي والحارس جيوفاني جاللي.
تخطى المنتخب الأيطالي دور المجموعات بثلاث تعادلات أمام منتخب بولندا ومنتخب الكاميرون ومنتخب البيرو، وفي الدور الأول فاز المنتخب الإيطالي على المنتخب الأرجنتيني بهدفين سجلهما ماركو تارديللي وأنطونيو كابريني.
في مباراة البرازيل تقدم المنتخب الإيطالي بثلاثة أهداف سجلها المهاجم باولو روسي وكاد المنتخب البرازيلي أن يعادل النتيجة بهدف محقق للمهاجم زيكو تصدى له دينو زوف وأنقذ مرمى إيطاليا من التعادل في أخر دقيقة بعد أن وقف الجمهور على قدميه وهم يراقبون زيكو يسدد برأسه الكرة على بعد 7 أمتار من المرمى الإيطالي غير مصدق وهو يرى زوف ممسكا بكرة زيكو بكلتا يديه.

## خارج كرة القدم

### حياته الشخصية
ولد دينو زوف في قرية فيفري بمدينة «فريولي» لوالدين ايطاليين، ومن عائلة يشتغل معظم أفرادها في الفلاحة، حيث فتح «سوبر دينو» عينيه على الدنيا ووجد والديه (ماريو وآنا زوف) عبارة عن فلاحين بسيطين يعيشان حياة بسيطة بعيدة عن التعقيد أو ترف الحياة.
ارتبط زوف بآنا ماريا باسيريني الذي جمعته بها علاقة حب، ولم ينفصل هذا الثنائي عن بعضهما، وأنجبا سنة 1974 ابنهما«ماركو» الذي عمل لاحقا مهندسا في مؤسسة إيطالية كبيرة للطيران.

## رؤية على مسيرته الاحترافية

### الأندية
- 1961 - 1963 أودينيزي
- 1963 - 1967 مانتوفا
- 1967 - 1972 نابولي
- 1972 - 1983 يوفنتوس

### الإنجازات كلاعب
- 1973 الدوري الإيطالي
- 1975 الدوري الإيطالي
- 1977 الدوري الإيطالي
- 1977 كأس الاتحاد الأوروبي
- 1978 الدوري الإيطالي
- 1979 كأس إيطاليا
- 1981 الدوري الإيطالي
- 1982 الدوري الإيطالي
- 1983 كأس إيطاليا

### الظهور الدولي
- 1968 إلى 1982 للمنتخب الإيطالي (112 جميع المشاركات، 59 كقائد)
- 2 كأس العالم نهائيات

### الإنجازات الدولية
- كأس الأمم الأوروبية 1968
- كأس العالم 1982

### الأندية التي دربها
- 1988 - 1990 يوفنتوس
- 1990 - 1994 لاتسيو
- 1997 لاتسيو
- 1998 - 2000 منتخب إيطاليا لكرة القدم
- 2001 لاتسيو
- 2005 فيورنتينا

### الإنجازات كمدرب
- 1990 كأس إيطاليا
- 1990 كأس الاتحاد الأوروبي

### إنجازات أخرى
- نوفمبر 2003: اللاعب الإيطالي الذهبي - أفضل لاعب إيطالي في آخر 50 عاما، اختير من قبل الاتحاد الإيطالي لكرة القدم .